# Snědek chocholičnatý
Snědek chocholičnatý (Ornithogalum umbellatum) je druh jednoděložné rostliny z čeledi chřestovité (Asparagaceae). V minulosti byl řazen do čeledi hyacintovité (Hyacinthaceae), případně do čeledi liliovité v širším pojetí (Liliaceae s.l.).

## Popis
Jedná se o asi 10–25 cm vysokou vytrvalou rostlinu s kulovitě vejčitou podzemní cibulí, která má do 3 cm v průměru, vedlejší cibulky jsou vyvinuty, obvykle jich je 5-15. Listy jsou jen v přízemní růžici, přisedlé. Na každé rostlině je cca 4-7 listů z hlavní cibule a kolem je větší množství tenčích listů z vedlejších cibulek. Čepele jsou úzce čárkovité, ploché až žlábkovité, se zřetelný bílým pruhem uprostřed, asi 2-5, vzácněji až 8 mm široké (platí pro listy z hlavní cibule). Květy jsou v květenstvích, kterým je chocholík, který obsahuje nejčastěji 8-20 květů, listeny na bázi květních stopek jsou kratší nebo stejně dlouhé jak květní stopky, květní stopky jsou šikmo vzhůru až kolmo odstálé. Okvětních lístků je 6, jsou volné, asi 15–22 mm dlouhé a asi 4–8 mm široké. Jsou svrchu bílé barvy, na vnější straně mají uprostřed široký zelený pruh, vnější bílý pruh na okraji rubu pak bývá širší než 1 mm. Okvětní lístky jsou na vrcholu jsou uťaté až tupě zaokrouhlené, ve středu hrotité. Tyčinek je 6, nitky jsou bez zoubků. Gyneceum je srostlé ze 3 plodolistů, semeníky mají hrany sblížené po 2 nebo pravidelně rozestálé. Plodem je tobolka, dolní tobolky obsahují 1-15 semen.

## Rozšíření ve světě
Snědek chocholičnatý roste ve velké části Evropy na sever po jižní Skandinávii a Velkou Británii, v severní Africe a části Asie, na východ po Kavkaz a Írán., pěstovaný a zdomácnělý je i jinde, např. v Severní Americe,.

## Rozšíření v Česku
V ČR roste dosti vzácně od nížin do podhůří v Čechách, na Moravě skoro chybí. Jeho stanovištěm jsou různé meze, trávníky aj., dříve to byl i polní plevel.